# Villers-Cotterêts
Villers-Cotterêts is een gemeente in het Franse departement Aisne (regio Hauts-de-France). De gemeente telde 10.376 inwoners op 1 januari 2022. De plaats maakt deel uit van het arrondissement Soissons.
In de gemeente ligt het Kasteel van Villers-Cotterêts. De plaats is vooral bekend van het Edict van Villers-Cotterêts dat in 1539 in het kasteel werd uitgevaardigd. Als geboorteplaats van Alexandre Dumas père heeft de gemeente het Musée Alexandre Dumas, een Musée de France met een collectie gewijd aan de schrijver, zijn vader en zijn zoon, Alexandre Dumas fils.

## Geschiedenis

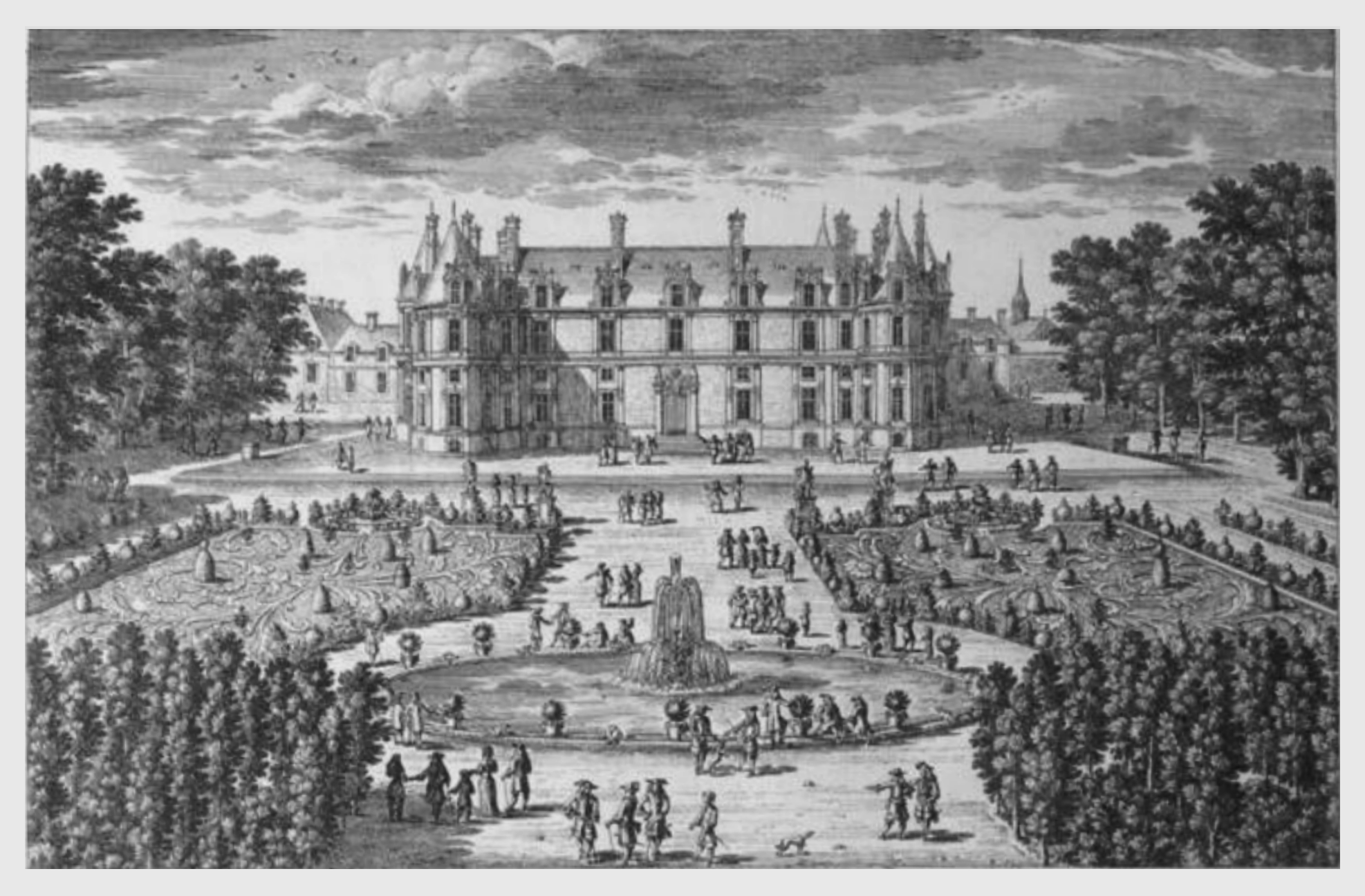
Het kasteel van Villers-Cotterêts in 1670

Het uitgestrekte bos van Retz was een geliefd jachtdomein van de Franse koningen. Koning Frans I liet er in de 16e eeuw een koninklijk jachtkasteel in renaissancestijl bouwen. Zodoende verbleven Franse koningen als Frans I en Hendrik II voor lange tijd in Villers-Cotterêts. Het kasteel diende niet enkel voor de jacht maar er werden ook grote feesten georganiseerd.
In 1790 werd het kasteel als nationaal goed aangeslagen. In 1808 werden er landlopers in ondergebracht en bij de verbouwingswerken vooraf ging veel van de pracht van het kasteel verloren. Tussen 1889 en 2014 was het een bejaardentehuis. Tijdens de Eerste Wereldoorlog deed het kasteel dienst als hospitaal achter het front. Bij bombardementen in 1918 werden de westelijke vleugel en de daken beschadigd. Het kasteel werd na een grondige restauratie in oktober 2023 thuis van de Cité internationale de la langue française.

## Geografie
De oppervlakte van Villers-Cotterêts bedroeg op 1 januari 2022 41,71 vierkante kilometer; de bevolkingsdichtheid was toen 248,8 inwoners per km².
De onderstaande kaart toont de ligging van Villers-Cotterêts met de belangrijkste infrastructuur en aangrenzende gemeenten.

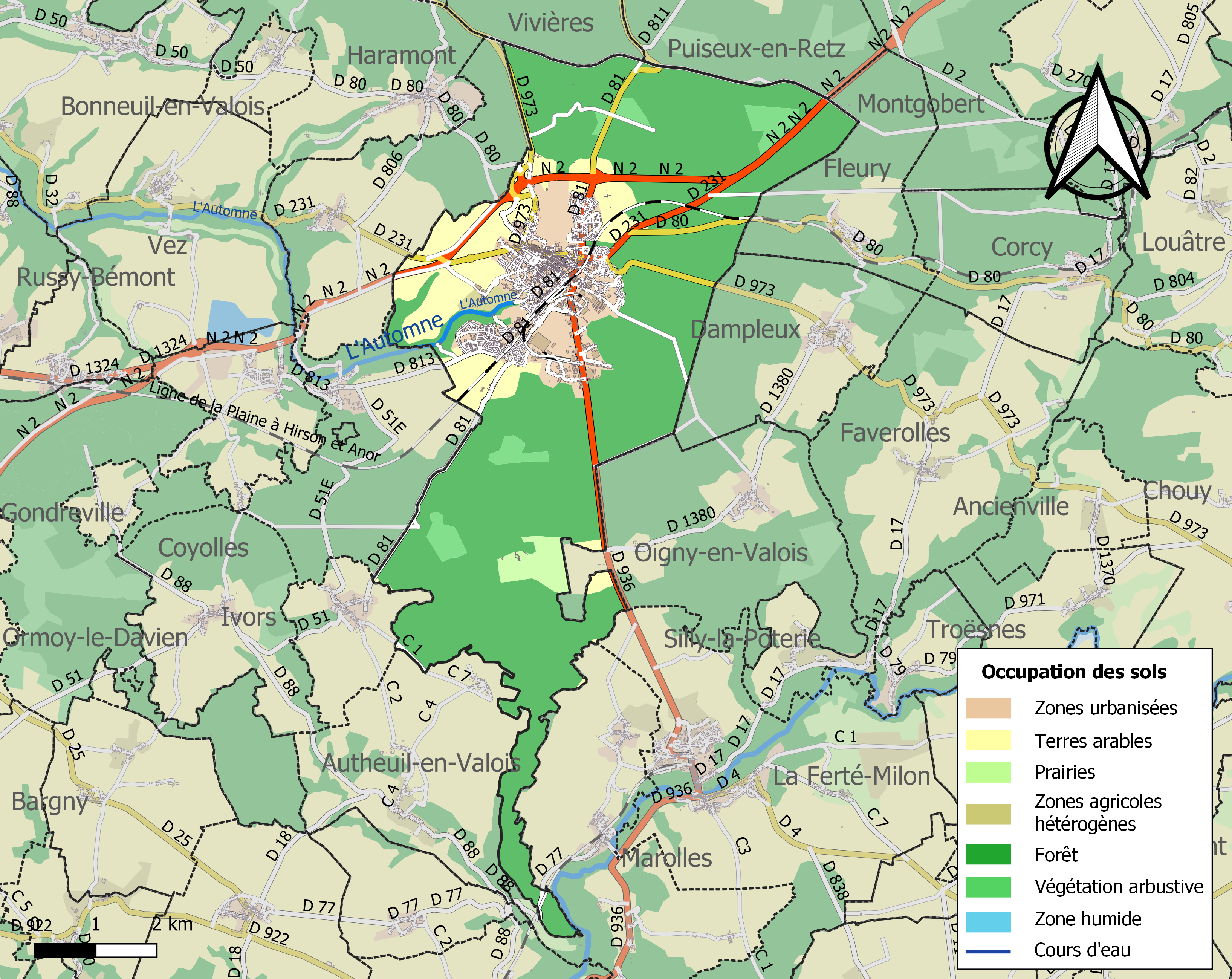

## Verkeer en vervoer
In de gemeente ligt het spoorwegstation Villers-Cotterêts.

## Demografie
Onderstaande figuur toont het verloop van het inwonertal (bron: INSEE-tellingen).
Vanwege een beveiligingsprobleem met de MediaWiki Graph-software is het momenteel niet mogelijk deze grafiek weer te geven. Zodra de software is bijgewerkt zal de grafiek vanzelf weer zichtbaar worden.

## Geboren
- Alexandre Dumas père (1802-1870), schrijver
- Yves Herbet (1945-2024), voetballer en voetbaltrainer

## Sport
Villers-Cotterêts was de startplaats van de vierde etappe van de Tour de France 2007.